# Like for Like
Like for like (LFL) ist eine aus dem Englischen stammende betriebswirtschaftliche Kennzahl. Sie beschreibt das um Neuakquisen oder Bereichsverkäufe bereinigte Wachstum eines betrieblichen Bereiches und dient so zur Ermittlung des organischen Wachstums.

## Berechnung und Eigenschaften
Das LFL-Wachstum ist eine besonders in sehr dynamischen Märkten wichtige Kennzahl, um Wachstumsgrößen vergleichbar zu machen (normieren). Bei der Betrachtung z. B. des Umsatzwachstums einer Einzelhandelskette werden daher beispielsweise die Umsätze von zwischenzeitlich geschlossenen oder neu eröffneten Märkten so verrechnet, dass die Relation stimmt.
Bei der Bewertung des Wachstums amerikanischer Unternehmen wird diese Kennzahl bereits seit einiger Zeit eingesetzt, findet jedoch auch bei der Bewertung deutscher Unternehmen mittlerweile Aufmerksamkeit.
Beispiel: Zwei Unternehmen, genannt A bzw. B, generieren im Jahr 1 einen Umsatz von 100 EUR. Im Jahr 2 macht Unternehmen A 110 EUR Umsatz, Unternehmen B 120 EUR. Jedoch hat der Betreiber des Unternehmens A das Unternehmen B während Jahr 2 übernommen. Eine normale Addition würde für das Unternehmen A im Jahr 2 dann einen Umsatz von 230 EUR ergeben, da der Umsatz des Unternehmens B in diesem konsolidiert wird. Dies würde einem Umsatzwachstum von 130 % entsprechen, was jedoch keine vernünftige Vergleichsgröße darstellt. Daher werden die Wachstumsgrößen zunächst normiert und danach zusammengefasst, wodurch sich in Jahr 2 ein Umsatzwachstum von 15 % (von 200 EUR auf 230 EUR) ergibt.